# Острова в заливе Ферт-оф-Клайд
Острова в заливе Ферт-оф-Клайд (англ. Islands of the Clyde) — пятая по величине, после Внутренних Гебрид, Внешних Гебрид, Оркнейских островов и Шетландских островов, основная группа островов Шотландии. Острова данной группы располагаются в заливе Ферт-оф-Клайд, между Эрширом и Аргайлом. Всего в группе насчитывается около сорока островов и шхер, из которых только шесть — обитаемы, и всего девять — имеют площадь более 40 гектаров.
Самыми большими и самыми населёнными островами группы являются острова Арран, Бьют и Грейт-Камбрей, связанные сетью паромных переправ. В отличие от остальных четырёх крупнейших архипелагов, ни один из островов Ферт-оф-Клайд не соединён с другими (либо с основной Шотландией) мостами.
Геология и геоморфология данной зоны комплексна и каждый остров, как и окружающие заливы, имеет свою отличительную особенность. Воздействие Атлантики и Северо-Атлантического течения создаёт мягкий морской климат.
Большие острова группы обитаемы со времён неолита. В 500 году н. э. они вошли в состав королевства Дал Риада. Позже острова были в составе королевство Альба Кеннетом I. В период раннего Средневековья острова Ферт-оф-Клайд пережили нашествие норманнов. В XIII веке они стали частью Шотландского королевства.
На островах группы отмечается значительное разнообразие животного мира. Отмечено существование трёх видов эндемичных деревьев.

## Геология и география
Северо-Шотландский разлом начинается от Бьюта и проходит через северную часть Аррана. Таким образом, с точки зрения геологии, некоторые острова залива принадлежат к Северо-Шотландскому нагорью, а некоторые — к Центральному Поясу. Остров Арран иногда называют «Шотландией в миниатюре» именно потому, что на нём одновременно присутствуют интрузивные магматические породы (силлы, дайки), и осадочные горные породы разного возраста, что создает разнообразные ландшафты, характерные для разных частей страны. В 1787 году геолог Джеймс Хаттон именно здесь обнаружил первый пример несогласного напластования пород (см. несогласное напластование Хаттона). Группа слабо метаморфированных пород, формирующая хайлендский пограничный комплекс, дискретно залегает вдоль всего Северо-Шотландского разлома. Наиболее заметное обнажение пород этой группы отмечено вдоль озера Лох-Фад на острове Бьют. На острове Эйлса-Крейг, находящемся в 25 километрах южнее Аррана, находится карьер, в котором добывают редкий тип гранита, содержащего рибекит (известного также как «эйлсит»), который используется в изготовлении камней для кёрлинга. По данным 2004 года, от 60 до 70 % всех снарядов для этого вида спорта были сделаны из гранита с Эйлса-Крейг.

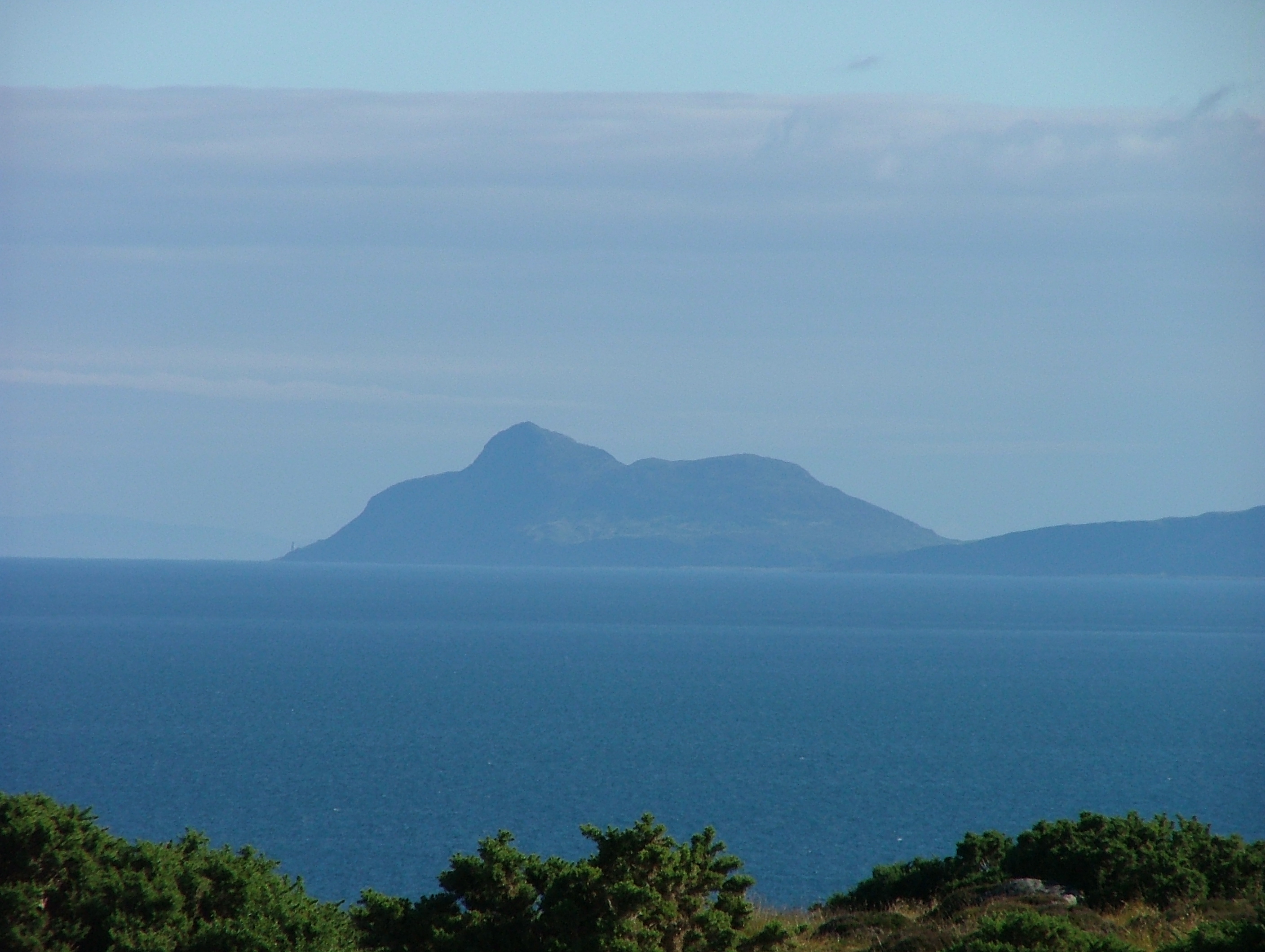
Холи-Айл, вид с острова Бьют.

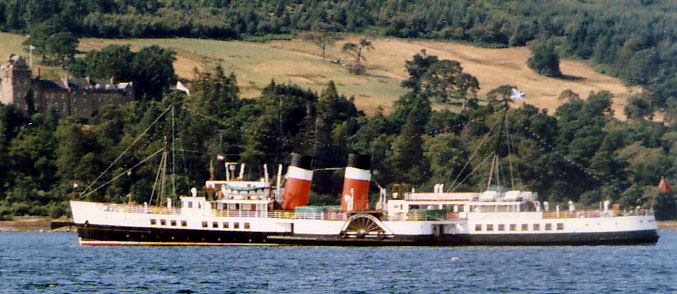
Колёсный пароход "Вейверли" в бухте Бродик на фоне замка Бродик. Колёсные пароходы были очень распространены ранее в здешних местах.

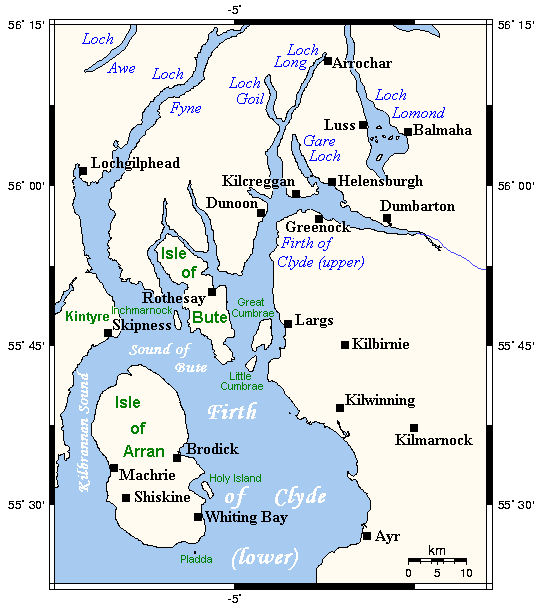
Ферт-оф-Клайд.

Как и вся остальная территория Шотландии, в период плейстоценовых оледенений острова Ферт-оф-Клайд были покрыты ледником, и их рельеф подвергся значительному изменению. В эти периоды возвышенности Аррана, вероятно, образовывали нунатаки. Повышение уровня моря после окончания последнего оледенения, равно как и изостатический подъем суши, делают очень сложной задачу картирования пост-гляциальной береговой черты; однако, следует отметить, что наличие линии скал за пределами морских террас является характерной особенностью всего побережья.
Грунты и почвы островов отражают различную геологию подстилающих пород. Бьют имеет наиболее плодородные почвы. Залегание отложений является типичным для юго-запада Шотландии. Отмечается смесь валунных глин и других ледниковых отложений в эродированных долинах, а также наличие морских террас и морских отложений на побережье, особенно — на юге и западе, наиболее ярко проявившиеся в виде махиров.
Залив Ферт-оф-Клайд, в котором расположены острова, находится на севере Ирландского моря, и имеет множество ветвящихся заливов и бухт: Лох-Гойл, Лох-Лонг, Гэр-Лох, Лох-Файн, эстуарий реки Клайд и другие. В некоторых местах отмечено воздействие ледника на морское дно: между островами Арран и Бьют залив имеет глубину 320 метров, хотя они находятся на расстоянии всего лишь 8 километров.
На некоторых островах (Эйлса-Крейг, Пладда, Даваар) установлены маяки для облегчения навигации судов.

## Острова
Приведённая ниже таблица содержит список островов залива Ферт-оф-Клайд, имеющих площадь более 40 гектаров, с близлежащими островками и шхерами.
| Остров        | Область         | Площадь (км²) | Население | Время последнего обитания | Высочайшая точка | Высота (м) | Близлежащие малые острова                                            |
| ------------- | --------------- | ------------- | --------- | ------------------------- | ---------------- | ---------- | -------------------------------------------------------------------- |
| Эйлса-Крейг   | Саут-Эршир      | 0,99          | 0         | 1980                      | Каирн            | 338        | —                                                                    |
| Арран         | Норт-Эршир      | 432           | 5058      | —                         | Готфелл          | 874        | Эйлан-на-Арде-Байн, Гамильтон, Пладда                                |
| Бьют          | Аргайл-энд-Бьют | 122,17        | 7228      | —                         | Уинди-Хилл       | 278        | Острова Бернт (Элен-Мор, Элен-Фраох, Элен-Буде), Элен-Дерг, Элен-Дув |
| Даваар        | Аргайл-энд-Бьют | 0,52          | 0         | —                         |                  | 115        | —                                                                    |
| Грейт-Камбрей | Норт-Эршир      | 11,68         | 1434      | —                         | Глэйдстейн       | 127        | Клах, Эйленс, Леуг, Спойг                                            |
| Холи-Айл      | Норт-Эршир      | 2,53          | 13        | —                         | Муллах-Мор       | 314        | —                                                                    |
| Инчмарнок     | Аргайл-энд-Бьют | 2,53          | 0         | 1980                      |                  | 60         | —                                                                    |
| Литл-Камбрей  | Норт-Эршир      | 3,13          | 0         | 1990                      | Лайтхаус-Хилл    | 123        | Броад-Айлендс, Касл, Трейл                                           |
| Санда         | Аргайл-энд-Бьют | 1,27          | 0         | —                         |                  | 123        | Гланимор, риф Генриетта, Скарт-Рокс, скала Патерсона, Шип-Айл        |

### Отдалённые острова

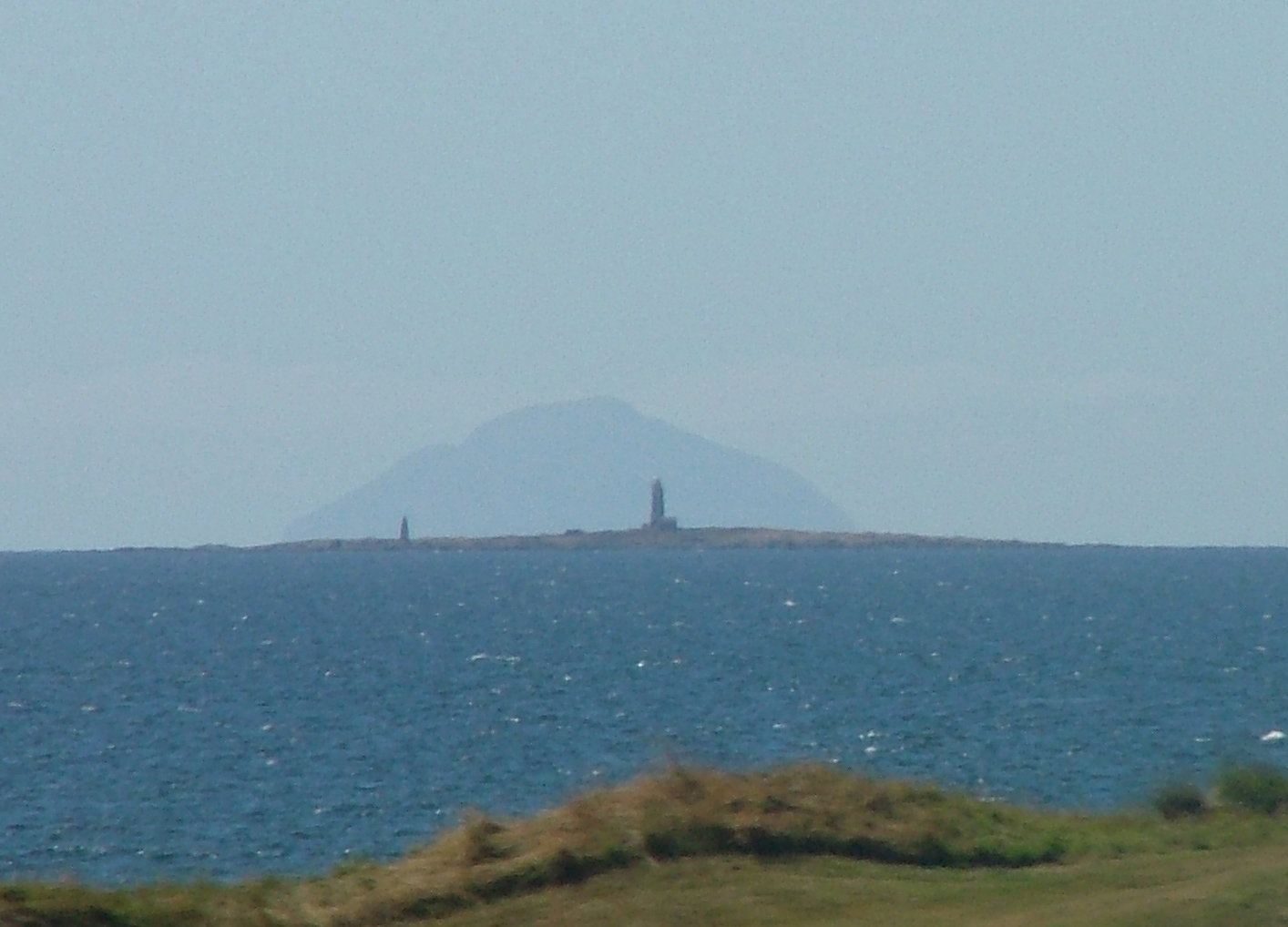
Остров Леди с Эйлса-Крейг в отдалении.

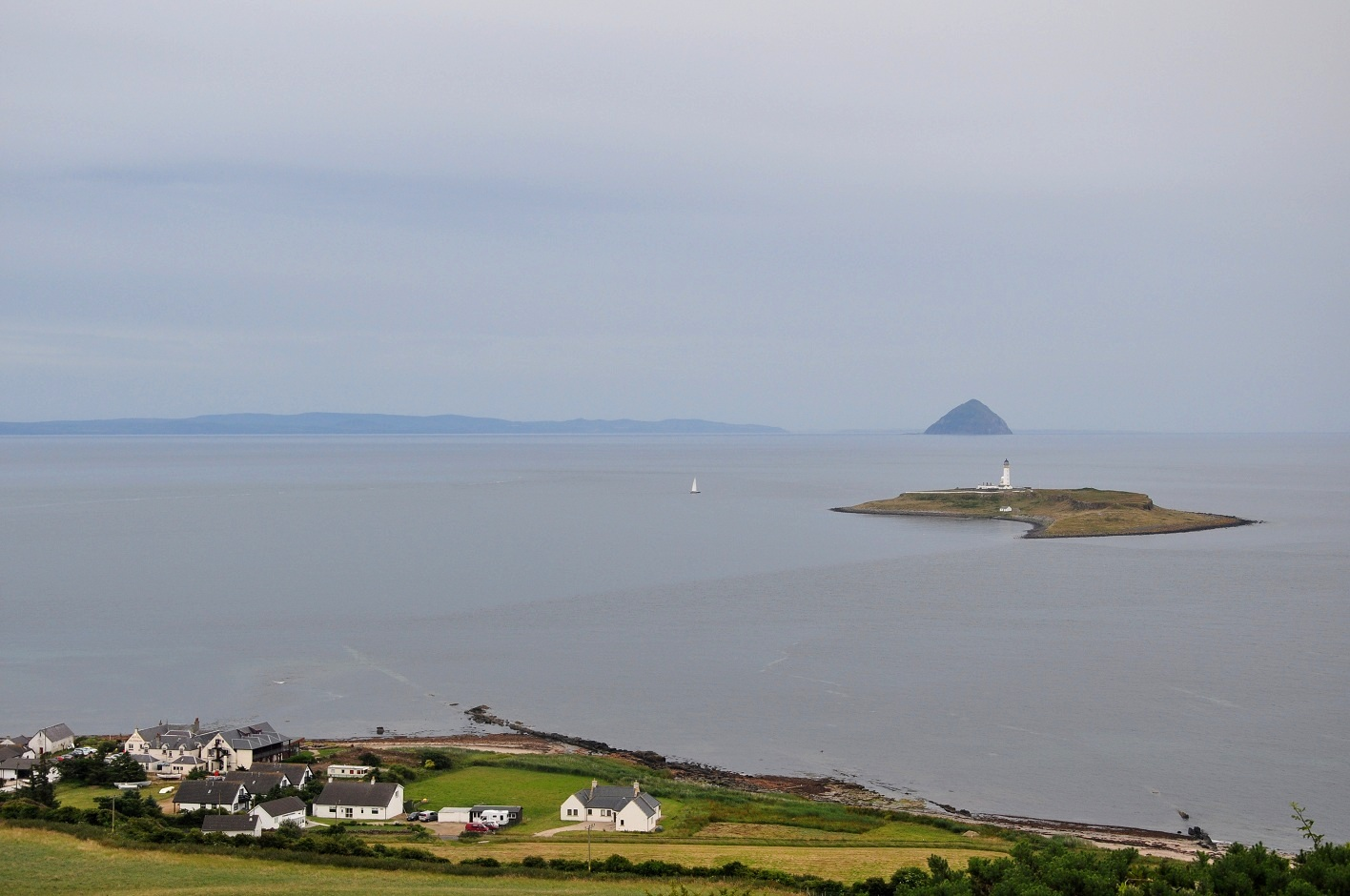
Три острова: деревня Килдонан на Арране, Пладда и Эйлса-Крейг.

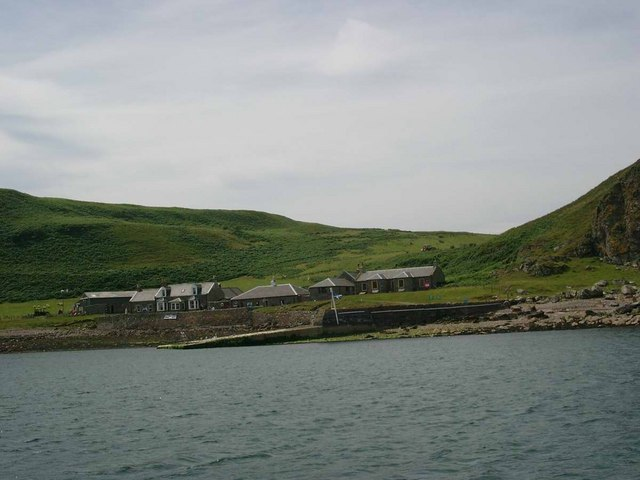
Таверна «Байрон Дарнтон» и летние домики на острове Санда. Таверна получила название после кораблекрушения в 1946 году.

Некоторые островки лежат вдали от больших островов. Они перечислены ниже по месту расположения.
- Гэр-Лох — небольшая бухта, в которой расположена база Королевского флота «Клайд», на которой базируются атомные подводные лодки типа «Вэнгард». В южной части бухта открывается в Ферт-оф-Клайд, сужаясь возле деревни Ру[англ.][28]. В бухте два острова: Грин-Айленд (англ. Green Island) и скала Перч (англ. Perch Rock).
- Пролив Килбраннан[англ.] разделяет Арран и полуостров Кинтайр. В нем лежат следующие островки: Ан-Стратлаг, Кор (англ. Cour Island), Элен-Каррах (гэльск. Eilean Carrach) (у деревни Карредейл[англ.]), Элен-Каррах (возле Скипнесса), Элен-Грианань (гэльск. Eilean Grianain), Элен-Сунадейл (гэльск. Eilean Sunadale), Галл-Айл (англ. Gull Isle), Росс (англ. Island Ross) и Торн-Айл (англ. Thorn Isle).
- Лох-Файн[англ.] — залив, вдающийся на 65 километров вглубь суши. Является самым длинным заливом Шотландии. Содержит несколько островов и шхер[29]: Сгат-Мор и Сгат-Бэг[англ.], Данкуан (англ. Duncuan Island), Элен-а'Вукь (гэльск. Eilean a' Bhuic), Элен-Аогайн (гэльск. Eilean Aoghainn), Элен-а'Ховрагь (гэльск. Eilean a' Chomhraig), Элен-ан-Дунайн (гэльск. Eilean an Dúnain), Элен-Буэ (гэльск. Eilean Buidhe) (Ардмарнок), Элен-Буэ (Портавади[англ.]), Элен-Фрох (гэльск. Eilean Fraoch), Элен-Мат-гама (гэльск. Eilean Math-ghamhna), Элен-Мор (гэльск. Eilean Mór), Глас-Элен (гэльск. Glas Eilean), Хетер (англ. Heather Island), Инвернейл (англ. Inverneil Island), Килбрайд (англ. Kilbride Island) и Лиа-Элен (гэльск. Liath Eilean).
- У побережья основной части Норт-Эршира находятся следующие островки: Броуд-Рок (англ. Broad Rock), Ист-Айлет (англ. East Islet), Хафтайд-Рок (англ. Halftide Rock), Хай-Рок (англ. High Rock), Хорс[англ.] и Норт-Айлет (англ. North Islet).
- У побережья Южного Эршира, недалеко от города Трун, расположен остров Леди[англ.], на котором когда-то давно находилась часовня рядом с чистым источником[30]. Однако, в июне 1821 года, вследствие совершенного поджога, был уничтожен весь травяной покров острова, почва которого впоследствии подверглась ветровой и водной эрозии. В настоящее время остров лишён почвенного покрова[31].
- Заливы Лох-Голь[англ.] и Лох-Лонг[англ.], островов не содержат[22].

## Флора и фауна

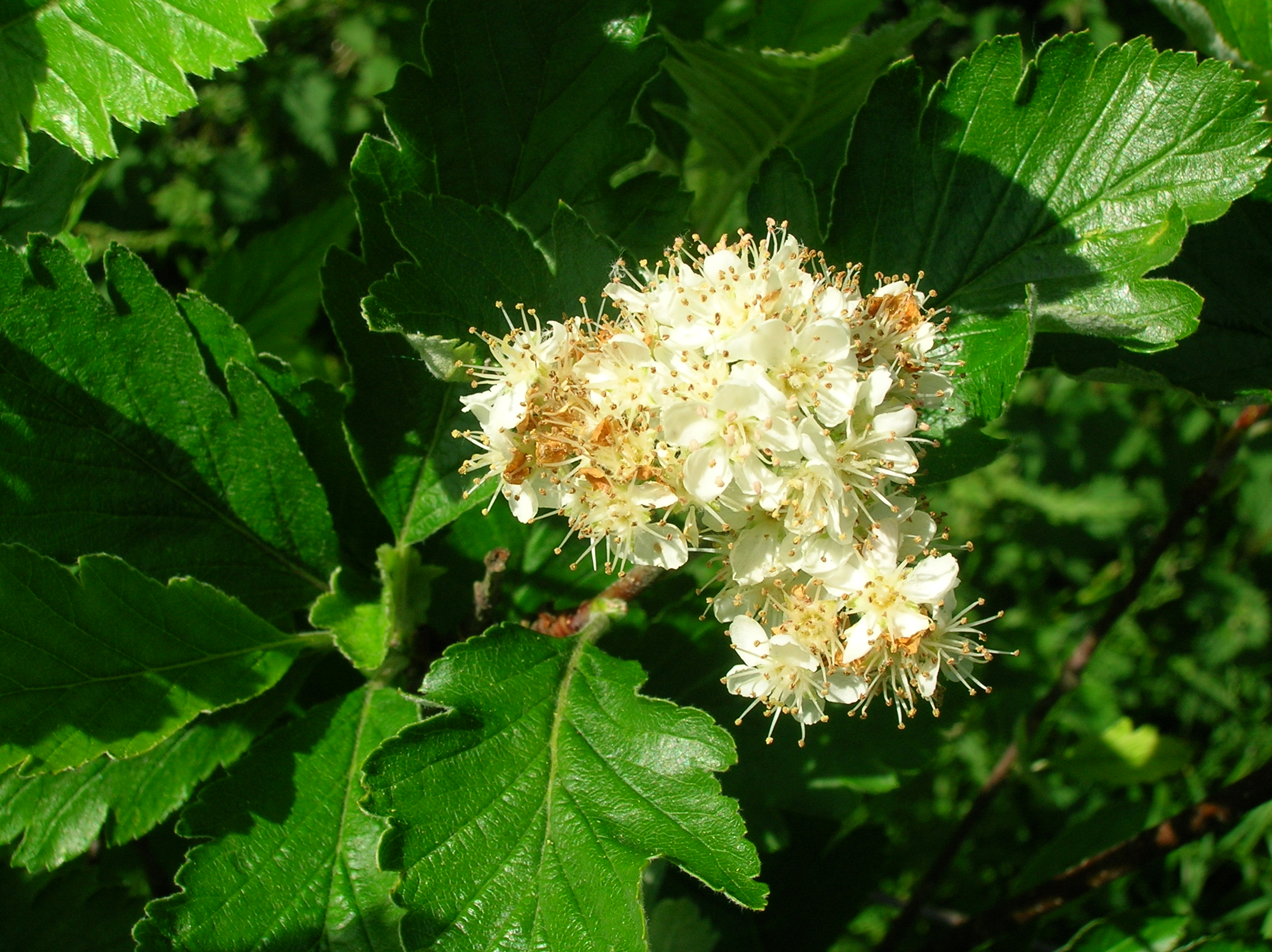
Цветущая Арранская рябина-ария. Парк Эглинтон, Эрвин.

На островах залива отмечены популяции благородного оленя, обыкновенной белки, барсука, выдры, обыкновенной гадюки и живородящей ящерицы. Даваар населён дикими козами.
В водах залива водятся морские свиньи (лат. Phocoena phocoena), гигантская акула, и множество видов дельфинов
На островах отмечено свыше 200 видов птиц, в том числе обыкновенный чистик, обыкновенная гага, сапсан и беркут. В 1981 году на острове Арран проживало 28 особей тундряной куропатки, однако, к 2009 году популяция вымерла. Также на острове Арран больше не гнездятся клушицы.
На острове Арран произрастают три охраняемых эндемичных вида рябины: Sorbus arranensis, Sorbus pseudofennica и Sorbus pseudomeinichii.

## Климатические условия

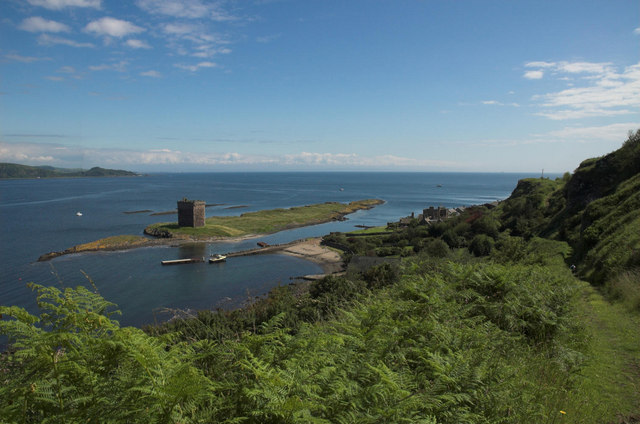
Кастл-айленд, вид с острова Литтл-Камбрей.

Залив Ферт-оф-Клайд расположен между 55-м и 56-м градусами северной широты, что соответствует широте Лабрадора (Канада) и северных Алеутских островов. Однако, из-за воздействия Северо-Атлантического течения, являющегося северным продолжением Гольфстрима, климат данного региона сильно смягчён до океанического. Средние температуры невысоки: около +6 °С в январе и до +14 °С в июле. Снежный покров и морозы наблюдаются редко, в отличие от основной части Шотландии. Среднее годовое количество осадков, как и на большинстве островов Западного побережья Шотландии, достаточно велико: 1300 мм на островах Бьют, Грейт-Камбрей и южной части Аррана, и до 1900 мм на северной части Аррана. В горах острова Арран влажность выше — там может выпадать до 2550 мм осадков в год. Наиболее солнечными месяцами являются май, июнь и июль.

## Этимология названий
| Остров        | Начальная форма названия | Язык                          | Значение                                   | Современное гэльское название | Альтернативные варианты происхождения                                                                                 |
| ------------- | ------------------------ | ----------------------------- | ------------------------------------------ | ----------------------------- | --- |
| Арран         | Возможно, Aran           | Бриттский                     | высокое место                              | Eilean Arainn                 | Вероятно, имеет до-кельтское происхождение.                                                                           |
| Бьют          | Bót                      | Древненорвежский или гэльский | Вероятно, «огненный остров»                | Eilean Bòid или Bód           | Возможно, название произошло от бриттского budh. Ранее остров был известен как «Ротсей» в значении «остров Родерика». |
| Даваар        | Eilean Dà Bhàrr          | Гэльский                      | Остров Барры                               | Eilean Dà Bhàrr               | |
| Грейт-Камбрей | Cymri                    | Английский или бриттский      | Место народа бриттов                       | Cumaradh Mòr                  | Гэльское название буквально означает «место народа кимров».                                                           |
| Холи-Айл      | -                        | Английский                    | Назван в честь святого Молейса из Лейглина | Eilean Mo Laise               | Ранее был известен как «Ламлаш», а английское имя получил только в 1830 году.                                         |
| Санда         | Sandtange или Havin      | Древненорвежский или датский  | коса (полуостров) или якорная стоянка      | Àbhainn                       | |

## История

### Доисторический период

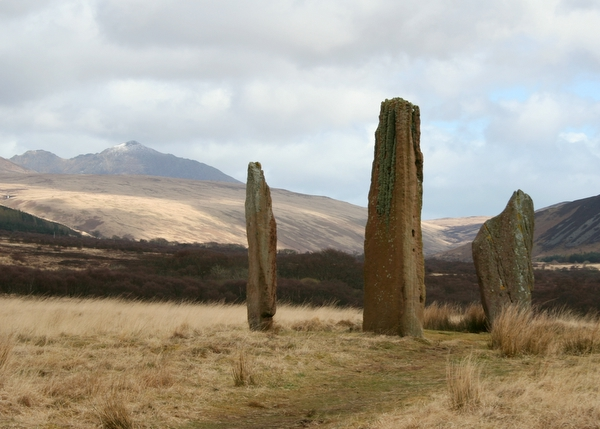
Менгиры Макри Мур, Арран.

Первые люди появились в регионе Ферт-оф-Клайд в эпоху мезолита, около 4000 лет до н. э., вероятно, прибыв из Ирландии. Потом последовала волна людей эпохи неолита, использовавших тот же маршрут. Некоторые исследователи предполагают, что данный район был одним из основных путей колонизации Шотландии в рассматриваемый период времени. Местные мегалитические сооружения, найденные в Аргайлле, в устье Клайда и в западной Шотландии, значительно отличаются от подобных сооружений в других регионах, и получили название «Клайд-Каирн». В основном, они встречаются на Арране, Бьюте и Кинтайре. По результатам радиоуглеродного анализа можно предположить, что Клайд-каирны являются самой ранней формой неолитических монументов, сооружённых переселенцами. Например, Монамор на острове Арран датируется 3160 годом до н. э., хотя может быть еще древнее. Также имеются многочисленные «стоячие камни», датирующиеся временами до н.э., в том числе шесть кромлехов на Махри-Мур (остров Арран), и другие на островах Грейт-Камбрей и Бьют.
В эпоху бронзы поселенцы также создавали мегалиты. Большинство из них датируется вторым тысячелетием до н. э. Каирны сменяются ки́стами (найденными, к примеру, на острове Инчмарнок). Однако, следы поселений, особенно относящихся к раннему бронзовому веку, очень бедны. Наиболее значимой находкой является гагатовое «ожерелье Королевы Инча», датируемое ориентировочно 2000 годом до н.э., обнаруженное на острове Бьют.
В раннем железном веке в регионе преобладала бриттская культура. Не имеется доказательств, что оккупация южной Шотландии Римской Империей распространялась на острова залива.

### Ранний скоттский период

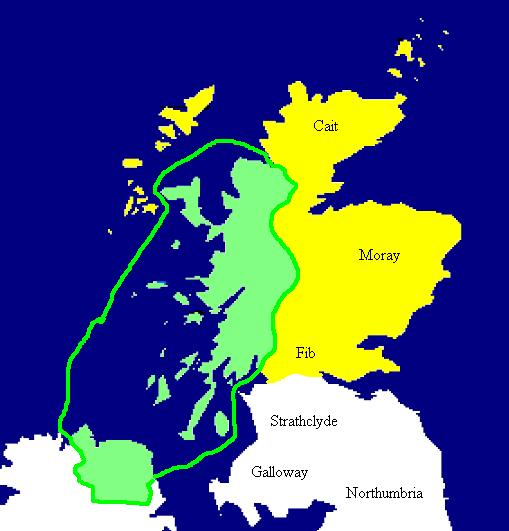
Карта Королевства Дал Риада в эпоху его расцвета (580-600 г н.э.). Пиктские территории помечены жёлтым цветом.

Начиная со II века н.э., рассматриваемый регион начинает испытывать усиливающееся ирландское влияние. В VI веке создается королевство Дал Риада. В отличие от P-кельтоговорящих бриттов, гэлы использовали в качестве языка шотландский кельтский (гэльский), сохранившийся до сих пор на Гебридах. Благодаря усилиям Св. Ниниана и других, христианство постепенно вытеснило друидизм. Эпоха расцвета Дал Риады приходится на период со времён короля Фергуса I Великого (конец V века) до вторжения викингов (конец VIII века). В этот период острова, расположенные у берегов современного Эршира, принадлежали королевству Стратклайд, а основная часть островов залива стала частью растущего королевства Альба, основанного Кеннетом I МакАльпином (гэльск. Cináed mac Ailpín)

### Влияние викингов
Исторически сложилось, что острова залива представляли собой пограничную зону между норвежским Королевством Мэна и Шотландией. В период с IX по XIII века многие острова пали под натиском норвежцев, что привело к почти постоянным столкновениям на западном побережье Шотландии, вплоть до разделения Гебридских островов в 1156 году.

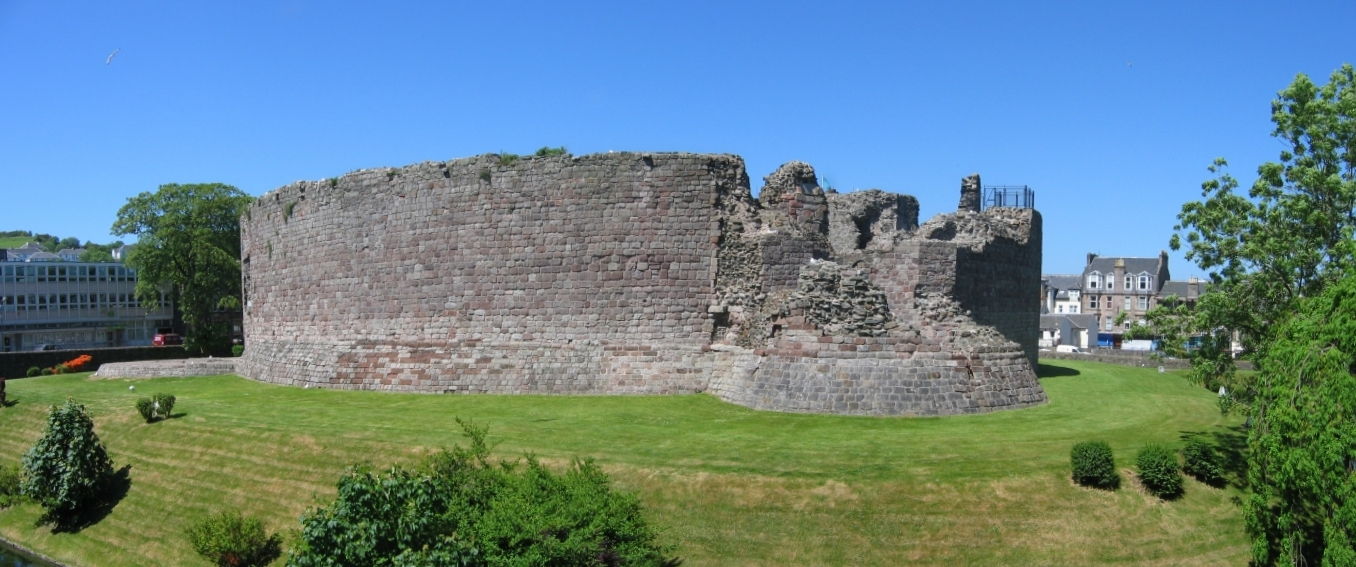
Куртина замка Ротсей, XIII век, Бьют.

После этого Внешние Гебриды остались под контролем короля Годреда II Олафссона, в то время как Внутренние Гебриды к югу от Арднамерхана и острова залива Ферт-оф-Клайд перешли под контроль Сомерледа. Данное событие запустило процесс становления шотландской культуры на островах, и вытеснения культуры норвежской. После смерти Сомерледа в 1164 году, его королевство было разделено между тремя его сыновьями: Ранальду достались остров Айлей и Кинтайр, Дугал правил в Аргайле и Лорне, и Ангус получил Гарморан, Скай, Арран и Бьют.
Почти столетие спустя, в 1230-е годы, норвежцы захватили замок Ротсей, разрушив его стены. В 1263 году силы под командованием кунунга Хокона IV Хоконссона повторили этот подвиг, но в последующей битве при Ларгсе между шотландцами и норвежцами на берегах Ферт-оф-Клайд, последним не удалось добиться превосходства. Это событие стало вехой, отмечающей завершение норвежского господства в Шотландии. Хокон отступил на Оркнеи, где и умер в декабре 1263 года. После этого неудачного похода все права Норвежской Короны на острова были переданы Королевству Шотландии по результатам Пертского договора 1266 года.

### В составе Шотландии
С середины XIII века и по настоящее время все острова залива Ферт-оф-Клайд являются частью Шотландии.
С раннего Средневековья (1387 год) все они входили в состав диоцеза Содор и Мэн. Впоследствии диоцез был перенесён на север, сначала на остров Скай, а потом на остров Айона, где и просуществовал до Шотландской Реформации XVI века.
Начиная с 1750 года, происходят значительные изменения в жизни региона. Новые виды транспорта, развитие промышленности и сельского хозяйства привели к смене традиционного уклада жизни, существовавшего веками. Битва при Каллодене ознаменовала конец системы кланов. В начале XIX столетия Александр Дуглас-Гамильтон, 10-й герцог Гамильтон (1767—1852), инициировал программу «очищение Шотландского высокогорья», (англ. Highland Clearances), известную в шотландской традиции как «изгнание шотландцев», (гэльск. Fuadach nan Gàidheal), которая оказала разрушительный эффект на население Аррана. Множество деревень были выселены, и гэльской культуре островов был нанесён смертельный удар. Мемориал, посвященный жертвам этой этнической чистки был возведён на побережье возле деревни Ламлаш на деньги канадских потомков шотландских эмигрантов.
До последней административной реформы в Шотландии большинство островов входили в состав графства Бьют. Сейчас они в основном разделены между современными областями Аргайл-энд-Бьют и Норт-Эршир, но Эйлса-Крейг и Леди входят в Саут-Эршир.

## См. также

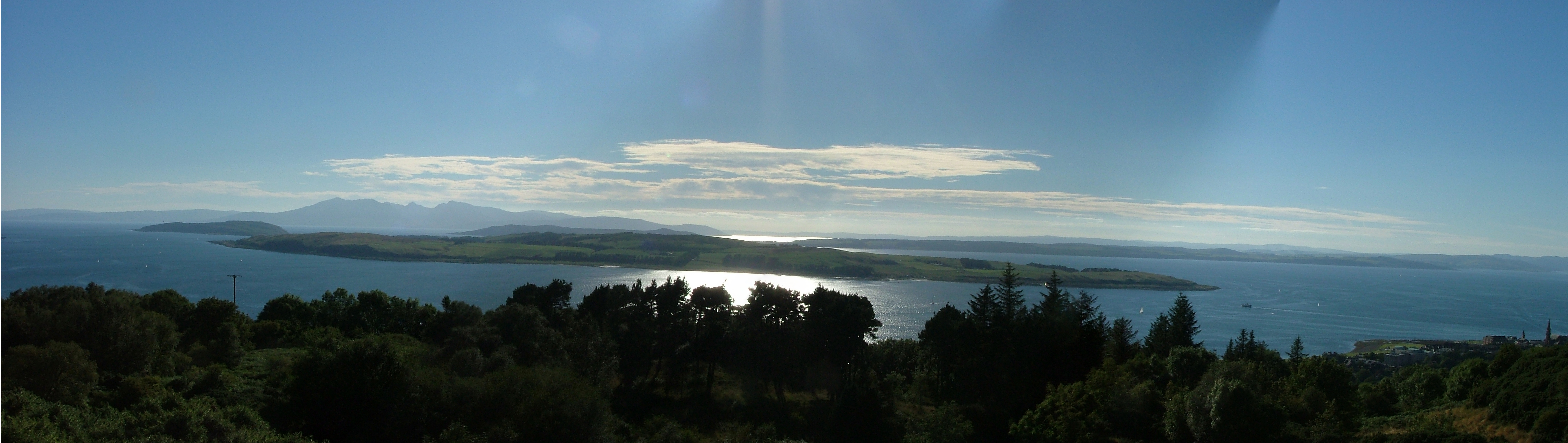
Острова Грейт-Камбрей, Литл-Камбрей, Арран и Бьют.